# Посёлок имени Кирова (Татарстан)
имени Кирова — посёлок в Верхнеуслонском районе Татарстана. Входит в состав Верхнеуслонского сельского поселения.

## География
Находится в западной части Татарстана недалеко от юго-западной окраины районного центра села Верхний Услон.

## История
Основан в 1937 году.

## Население
Постоянных жителей было в 1938 — 39, в 1949—193, в 1958—340, в 1970—311, в 1979—260, в 1989—321. Постоянное население составляло 304 человека (русские 34 %, чуваши 53 %) в 2002 году, 289 — в 2010.